# 大瀧沙羅
大瀧 沙羅（おおたき さら、2004年12月6日 - ）は、日本のグラビアアイドル。エイジアプロモーション所属。東京都出身。

## 経歴
2023年、高校卒業と同時に株式会社エゴに所属。
同年5月、週刊ヤングジャンプにて衝撃のベビーフェイスのキャッチフレーズでグラビアデビュー。
同年8月、ボーカルダンスユニット「MASK OF GODDESS」へ加入。高校卒業後は専門学校に進学したが、芸能活動に専念するため、同月をもって退学した。
同年8月31日発売、ヤングジャンプ40号から開始された企画「サキドルエースサバイバル SEASON13」にグループを代表して参加。
同年12月23日、「MASK OF GODDESS」を卒業。
2024年12月、エイジアプロモーション所属となった。

## 人物
趣味は食べ歩き、旅行。特技はダンス。ダンスは小学3年生から習い、キッズダンサーとして東京ディズニーランドでも活動。ダンス留学も経験しており、中学半ばまではプロダンサーを目指していた。高校ではダンス部部長を務める。
普段は濃いめのメイクをしているため、グラビア活動を始めるまで自分が童顔（ベビーフェイス）だとは気づかなかったという。
父の影響で釣りを趣味にしている。
知人にモデルや子役出身者が多く、芸能界が身近な環境で育った。中学の水着の授業の際に友人から「グラビアやんなよ」と言われたこともあり、事務所にやりたい仕事を聞かれた際には真っ先に「グラビアやりたい」と伝え、ヤングジャンプでの初仕事につながった。目標にしている芸能人は同じ年齢の菊地姫奈。

## 作品

### デジタル写真集
- 『卒業とデビュー 18歳のはじめまして。』（2023年5月11日、集英社）[12]
- 『原石、みいつけた!』（2023年12月1日、秋田書店）[13]
- 『オトナキブン』（2024年3月1日、秋田書店）[14]
- 『もち』（2024年4月2日、東京ニュース通信社）[15]
- 『意外性』（2024年5月9日、双葉社）[16]
- 『draw a dream』（2024年5月31日、双葉社）[17]
- 『ヴィーナス、誕生。』（2024年6月20日、集英社）[18]
- 『めいびーべいびー』（2024年6月24日、集英社）[19]
- 『超スタイルのベビーフェイス、グラビア界を席巻する。』（2025年6月19日、集英社）[20]